# Soul Mates
Soul Mates is een Amerikaanse dramafilm uit 1925 onder regie van Jack Conway.

## Verhaal
De oom van Velma zit diep in de schulden. Daarom arrangeert hij een huwelijk tussen Velma en een edelman. Velma weigert om met hem te trouwen. Zonder het te beseffen wordt ze later verliefd op de man, die haar oom voor haar had uitgepikt. Wanneer ze na de bruiloft achter de waarheid komt, wil ze niets meer te maken hebben met haar man.

## Rolverdeling
| Acteur             | Personage             |
| ------------------ | --------------------- |
| Aileen Pringle     | Velma                 |
| Edmund Lowe        | Lord Tancred          |
| Phillips Smalley   | Markrute              |
| Tony D'Algy        | Broer van Velma       |
| Edythe Chapman     | Moeder van Tancred    |
| Mary Hawes         | Meid van Velma        |
| Catherine Bennett  | Dolly                 |
| Lucien Littlefield | Stevens               |
| Ned Sparks         | Chauffeur van Tancred |